# Begoña (barri)

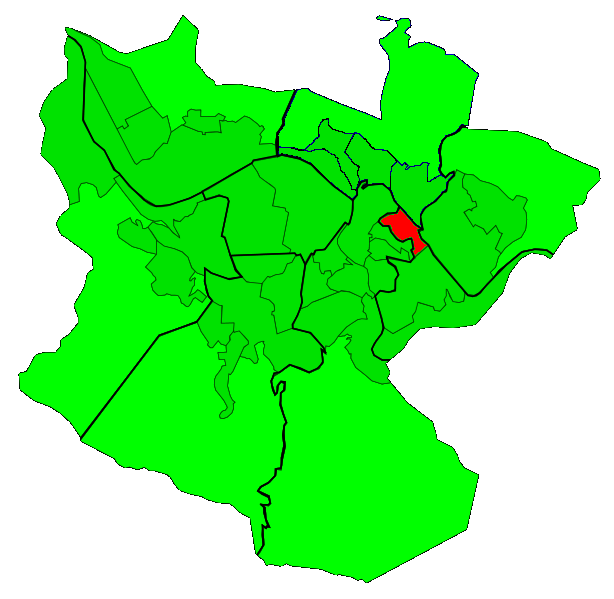
Ubicació del barri de Begoña

Begoña és un barri de Bilbao dins el districte de Begoña. Té una extensió de 0,202 kilòmetres quadrats i una població de 5.719 habitants. Limita al nord amb Zazpikaleak, al sud amb Santutxu, a l'est amb Zurbaran-Arabella i amb Txurdinaga i a l'oest amb Iturrialde. Al seu territori s'hi troba la Basílica de Nostra Senyora de Begoña

## Transports
- Bilbobus; Línies que passen per Begoña:

| Línia | Recorregut                  | Freqüència (minuts) |
| ----- | --------------------------- | ------------------- |
| 03    | Plaza Biribila - Otxarkoaga | 10´                 |
| 13    | San Inazio - Txurdínaga     | 12´                 |
| 27    | Arabella - Betolatza        | 15´                 |
| 30    | Txurdínaga - Miribilla      | 15´                 |
| 38    | Otxarkoaga - Termibús       | 15´                 |
| 40    | Santutxu - Plaza Biribila   | 12´                 |
| 48    | Santutxu - Lezeaga          | 15´                 |
| 62    | Termibús - Arabella         | 20´ 30 l'estiu      |

## Galeria d'imatges

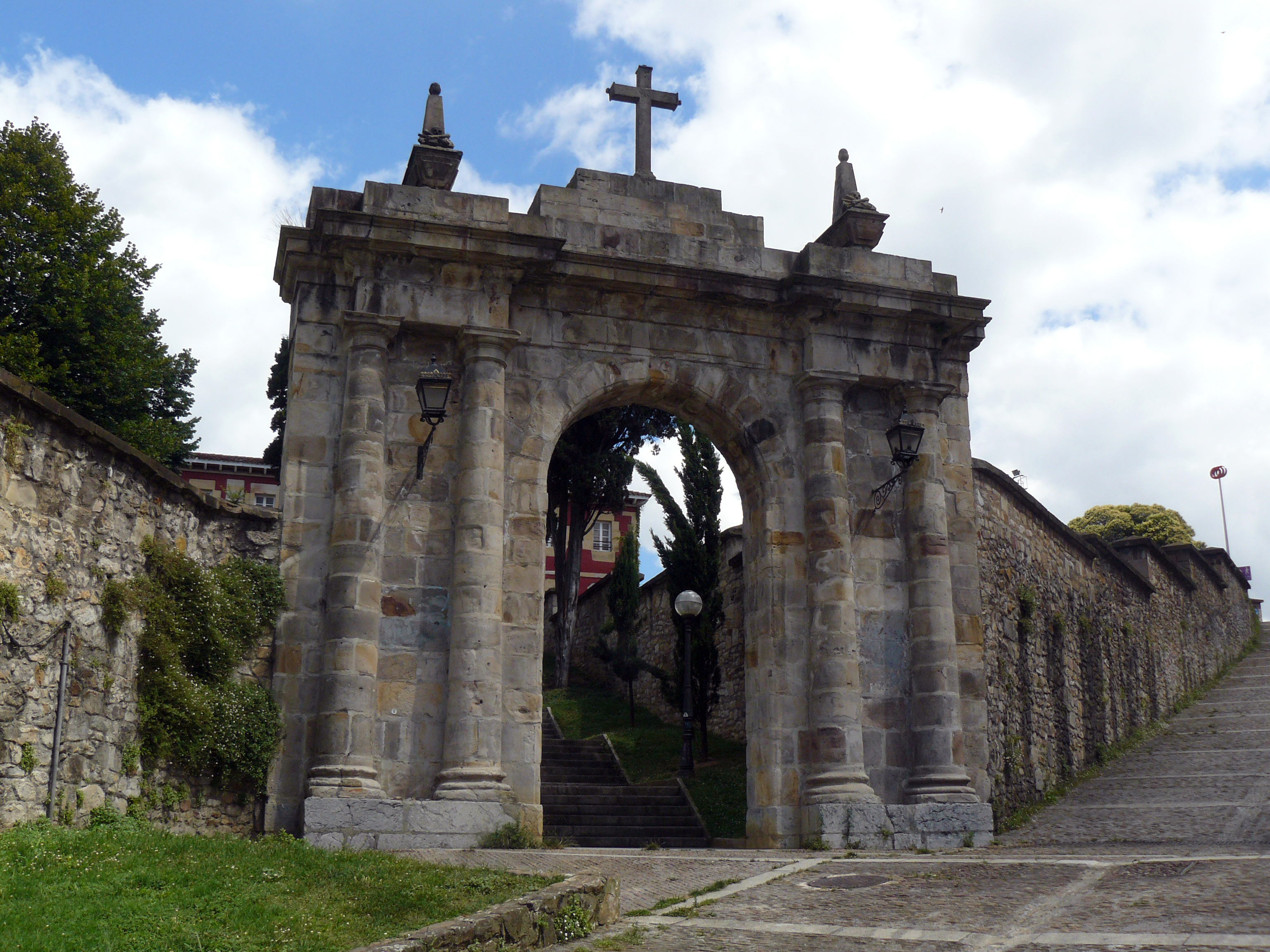
Porta de l'antic cementiri de Begoña
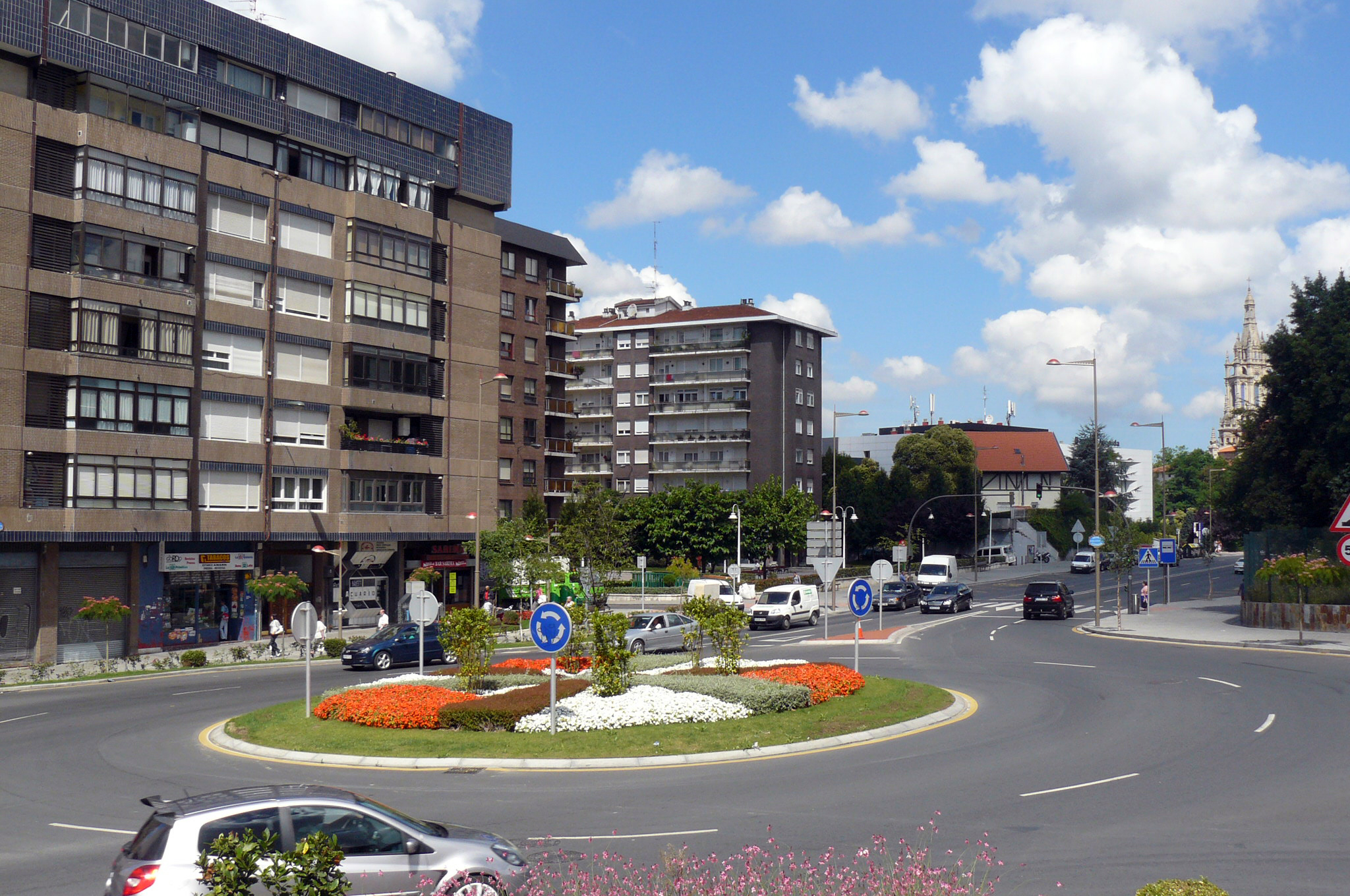
Rotonda a l'Avinguda de Zumalakarregi
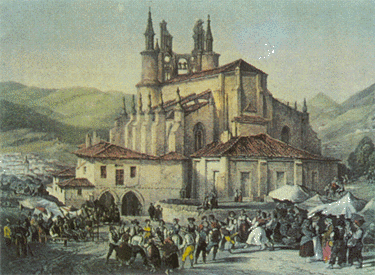
Romiatge a Begoña (s. XIX)